# Дханбад
Дханбад (хинди धनबाद, бенг. ধানবাদ, англ. Dhanbad) — город в индийском штате Джаркханд, административный центр округа Дханбад. Второй по численности населения город штата Джаркханд (после Джамшедпура).

## История
История Дханбада является историей бурного роста, урбанизации и миграции. Сведения о ранней истории города туманны. С 1928 по 1956 Дханбад входил в состав округа Манбхум. В отчёте о поселениях Манбхума 1928 года указано в Дханбаде не найдены древние документы, медные пластины, монеты или иные свидетельства возраста поселения. Развитие поселения связано с начавшейся в 1910 году угледобычей. 24 октября 1956 года на основании рекомендации комиссии по реорганизации штатов был образован округ Дханбад. С 1956 по 14 ноября 2000 года входил в состав штата Бихар. С 15 ноября 2000 года в составе штата Джаркханд.

## География и климат
Дханбад расположен на территории плато Чхота-Нагпур, примерно в 280 км к северо-западу от Калькутты, на высоте 221 м над уровнем моря. Территория города протянулась примерно на 24 км в направлении с севера на юг и на 16 км в направлении с запада на восток. Недалеко от Дханбада протекает река Дамодар.
Климат города можно рассматривать как переходный между субтропическим океаническим и тропическим климатом с сухой зимой и дождливым летом. Лето продолжается с последней недели марта по середину июня. Средние максимумы изменяются в этот период от 35 до 39 °C. Наиболее холодные месяцы — декабрь и январь, когда средние минимумы составляют 11 °C. Сезон дождей продолжается с середины июня по октябрь. Средняя годовая норма осадков — 1368 мм.

## Население
Согласно данным переписи 2011 года, население города с учётом пригородов составляет 1 195 298 человек. Мужчины составляют 53 % населения, женщины — 47 %. Средний уровень грамотности составляет 75,71 %, что выше, чем средний по стране показатель 59,5 %. Грамотны 85,78 % мужчин и 64,70 % женщин Дханбада. 10,57 % населения представлены детьми в возрасте младше 5 лет.
Около 81 % населения города исповедуют индуизм; около 17 % — ислам; 1 % — христианство и 1 % — другие религии. Наиболее распространённый язык населения — хинди; часть населения использует также бенгали, майтхили, бходжпури, магахи, сантали и курмали. Английский широко используется в бизнесе и туризме. Кроме того, в городе проживает довольно значительное количество носителей урду, тамильского, телугу и панджаби, приехавших из других районов страны.

## Экономика
Дханбад известен как «угольная столица Индии». Этот промышленный и шахтёрский город с богатыми угольными бассейнами, входит в список 100 самых быстроразвивающихся городов мира. В городке Майтон в 48 км от Дханбада расположена крупная гидроэлектростанция.

## Транспорт
Через город проходят национальные шоссе № 2 и № 32.
Имеется хорошее железнодорожное сообщение; город относится к отделу Дханбад Восточно-центральной зоны Индийских железных дорог. С 1 октября 2011 года города Хаора и Дханбад соединяет единственный в Индии двухэтажный поезд. Поезд курсирует ежедневно кроме воскресенья; он отправляет из Хаоры в 8:30 и прибывает в Дханбад в 12:45. Обратный рейс отправляется из Дханбада в 18:30 и прибывает в Хаору в 22:40. Поезд способен развивать скорость до 110 км/ч; на пути в обоих направлениях он останавливается в Бардхамане, Дургапуре, Асансоле, Баракаре и Кумардхуби.
В городе нет собственного аэропорта. Ближайшие аэропорты располагаются в Ранчи (140 км), в Гая (207 км), в Калькутте (269 км) и в Патне (271 км).